# Haplochromis cyaneus
Haplochromis cyaneus е вид лъчеперка от семейство Цихлиди (Cichlidae). Видът е застрашен от изчезване.

## Разпространение
Разпространен е в Танзания.